# Mont Écheroux
Ne doit pas être confondu avec Montécheroux.
Le mont Écheroux est un sommet du massif du Jura culminant à 817 m d'altitude, situé en France, dans le département du Doubs.

## Géographie

### Situation
Le mont Écheroux est situé sur le territoire de la commune de Montécheroux, à proximité de sa limite nord avec celui de la commune de Pont-de-Roide-Vermondans, située à quelques dizaines de mètres au nord du sommet.
Il est formé d'une large crête orientée dans un sens ouest-est bordée par une petite combe au sud et une vallée profonde étroite au nord. Il domine aussi la vallée du Doubs située à 1,5 km à l'ouest et le village de Montécheroux situé à 2 km au sud-est.

### Géologie
Le mont Écheroux est situé à l'extrémité est de la chaîne du Lomont. Son sommet est composé de roches (grande oolithe notamment) datées du Bajocien. Il est bordé au sud par une longue faille décrochante située au niveau de la combe sud, axée dans un sens ouest-est.